# Jure Balkovec
Jure Balkovec (Novo mesto, 1994. szeptember 9. –) szlovén válogatott labdarúgó, a török Alanyaspor hátvéde.

## Pályafutása

### Klubcsapatokban
Balkovec a szlovéniai Novo mesto városában született. Az ifjúsági pályafutását a Bela Krajinánál kezdte.
2011-ben mutatkozott be a Bela Krajina felnőtt keretében. 2011 nyarán az első osztályban szereplő Domžale szerződtette. 2014 és 2015 között a Krka és a Radomlje csapatát erősítette kölcsönben. 2018 januárjában az olasz másodosztályban érdekelt Barihoz, majd még ugyabban az évben a Hellas Veronához igazolt a Bari pénzügyi gondjai miatt. A 2019–20-as szezonban az Empolinál szerepelt kölcsönben. 2020-ban a török Fatih Karagümrükhöz csatlakozott. 2022. július 5-én az Alanyaspor együttesével kötött szerződést. Augusztus 7-én, a Fatih Karagümrük ellen debütált. Október 2-án, a Giresunspor ellen szerezte meg első gólját a klub színeiben.

### A válogatottban
Balkovec az U18-as, az U19-es és az U21-es korosztályú válogatottakban is képviselte Szlovéniát.
2018-ban debütált a felnőtt válogatottban. Először a 2018. október 16-ai, Ciprus ellen 1–1-es döntetlennel zárult Nemzetek Ligája mérkőzésen lépett pályára.

## Statisztika

### A válogatottban
| Válogatott | Év       | Pályára lépés | Gól |
| ---------- | -------- | ------------- | --- |
| Szlovénia  | 2018     | 1             | 0   |
| Szlovénia  | 2019     | 5             | 0   |
| Szlovénia  | 2020     | 6             | 0   |
| Szlovénia  | 2021     | 11            | 0   |
| Szlovénia  | 2022     | 3             | 0   |
| Szlovénia  | 2023     | 5             | 0   |
| Szlovénia  | 2024     | 7             | 0   |
| Összesen   | Összesen | 38            | 0   |

## Sikerei, díjai
Domžale
- Szlovén Kupa
  - Győztes (1): 2016–17

- Szlovén Szuperkupa
  - Győztes (1): 2011